# Roux (Familienname)
Roux ist ein französischer Familienname.

## Namensträger

### A
- Albert Roux (1935–2021), französischer Gastrom und Sternekoch
- Anthony Roux (* 1987), französischer Radrennfahrer
- Antoine Roux (1765–1835), französischer Marinemaler
- Antonie Roux (* 1947), südafrikanischer Rugby-Union-Spieler
- Arsène Roux (1893–1971), französischer Arabist
- Augustin Roux (1726–1776), französischer Arzt

### C
- César Roux (1857–1934), Schweizer Chirurg
- Charles Roux (1920–?), französischer Meeresbiologe und Hydrobiologe
- Christophe Roux (* 1983), schweizerisch-moldawischer Skirennläufer
- Constant Roux (1865–1942), französischer Bildhauer

### E
- Edmonde Charles-Roux (1920–2016), französische Schriftstellerin und Journalistin
- Émile Roux (1853–1933), französischer Mediziner und Bakteriologe

### F
- Francis Roux (Fußballspieler) (1908–nach 1992), französischer Fußballtorwart
- Francis Roux (Ornithologe) (1930–2014), französischer Ornithologe
- Franco le Roux (* 2005), südafrikanischer Hürdenläufer
- François Roux (Romanist) (1674–1750), deutscher Romanist und Lexikograf französischer Herkunft
- François Roux (Autor) (* 1957), französischer Autor und Filmproduzent
- François Charles-Roux (1879–1961), französischer Diplomat und Manager
- François Joseph Frédéric Roux (1805–1870), französischer Maler und Hydrograph
- François Geoffroi Roux (1811–1882), französischer Maler und Hydrograph
- Frédéric Roux (* 1973), französischer Fußballspieler
- Friedrich August Wilhelm Ludwig Roux (1817–1897), deutscher Fechter; Enkel von Heinrich Friedrich Roux (1728–1791)

### G
- George Roux (1853–1929), französischer Illustrator
- Georges Roux (Assyrologe) (1914–1999), französischer Assyrologe
- Georges Roux (1919–2003), französischer Klassischer Archäologe
- Gilles Roux (* 1971), französischer Speedcuber
- Guy Roux (Mediziner) (* 1929), französischer Psychiater
- Guy Roux (Fußballtrainer) (* 1938), französischer Fußballtrainer

### H
- Heinrich Friedrich Roux (1728–1791), deutscher Romanist, Lexikograf und Fechter; Sohn von François Roux (Romanist) (1674–1750)
- Hugo Roux (* 1969), Schweizer Berufsoffizier im Range eines Brigadiers

### J
- Jacques Roux (1752–1794), französischer Priester und Revolutionär
- Jacques Roux (Komponist) (1899–1979), französischer Komponist
- Jacques le Roux (* 1981), südafrikanischer Opern- und Konzertsänger (Tenor)
- Jakob Roux (1771–1830), deutscher Maler und Zeichner; Sohn von Heinrich Friedrich Roux (1728–1791)
- Jandre le Roux (* 1980), US-amerikanischer Schauspieler
- Jean Roux (Zoologe) (1876–1939), Schweizer Zoologe
- Jean Baptiste Gaspard Roux de Rochelle (1762–1849), französischer Geograph, Autor und Diplomat
- Jean-Christophe Roux (* 1969), französischer Karambolagespieler
- Jean-Jo Roux (* 1946), französischer Komponist, Dirigent und Pädagoge
- Jean-Louis Roux (1923–2013), kanadischer Regisseur, Schauspieler, Übersetzer und Politiker
- Jean-Marie Le Roux (1863–1949), französischer Mathematiker
- Jean-Marie Charles-Roux (1914–2014), französischer Geistlicher und Historiker
- Jean-Paul Roux (Historiker) (1925–2009), französischer Historiker und Turkologe
- Jean-Paul Roux (Regisseur), französischer Regisseur und Drehbuchautor
- Jean-Paul Roux (Politikwissenschaftler) (* 1942), französischer Politikwissenschaftler und Gewerkschafter
- Jean-Paul Roux (Biologe) (* 1956), französischer Biologe
- Jocelyn Roux (* 1986), Schweizer Fußballspieler
- Johan Roux (* 1969), südafrikanischer Rugby-Union-Spieler
- Johann Adolph Carl Roux (1766–1838), Sohn von Heinrich Friedrich Roux (1728–1791)
- Johann Friedrich Wilhelm Theodor Roux (1806–1880), deutscher Maler und Fotograf; Enkel von Heinrich Friedrich Roux (1728–1791)
- Joseph Roux (1725–1793), französischer Kartograph
- Joseph Roux (Geistlicher) (1834–1905), französischer Geistlicher, Schriftsteller, Okzitanist, Grammatiker und Lexikograf
- Julius von Roux (~1803–1867), deutscher Architekt
- Jules Charles-Roux (1841–1918), französischer Unternehmer
- Jules Henri François Charles-Roux (1909–1999), französischer Diplomat

### K
- Karl Roux (1826–1894), deutscher Maler; Sohn von Jakob Roux (1771–1830)

### L
- Laëtitia Roux (* 1985), französische Skibergsteigerin
- Laurent Roux (* 1972), französischer Radrennfahrer
- Liezel Roux (* 1967), südafrikanische Speerwerferin
- Lionel Roux (* 1973), französischer Tennisspieler
- Ludovic Roux (* 1979), französischer Nordischer Kombinierer
- Ludwig Cäsar Roux (1843–1913), deutscher Fechter; Sohn von Friedrich August Wilhelm Ludwig Roux (1817–1897)

### M
- Mannetjies Roux (* 1939), südafrikanischer Rugby-Union-Spieler
- Marcel Roux (1909–1993), französischer Architekt und Stadtplaner
- Michel Roux (Schauspieler) (1929–2007), französischer Schauspieler
- Michel Roux (1941–2020), französisch-britischer Koch
- Michel Albert Roux (1960), Michelin-Koch, früher: Michel Roux Jr.

### N
- Nick Roux (* 1990), US-amerikanischer Schauspieler und Sänger
- Nolan Roux (* 1988), französischer Fußballspieler

### O
- Oswald Roux (1880–1961), österreichischer Maler und Grafiker

### P
- Patrick Roux (* 1962), französischer Judoka
- Paul Roux (Maler) (1835–1918), französischer Maler und Graveur
- Paul Roux (Fechtmeister)  (1870–1935), deutscher Fechtmeister
- Paul Roux (Romanist)  (1921–1991), französischer Romanist und Provenzalist
- Paul Roux (Beamter), französischer Nachrichtendienstbeamter
- Paul-André Roux (* 1960), Schweizer Politiker (CVP)
- Paul Hendrik Roux (1862–1911), südafrikanischer Pastor und General während des Zweiten Burenkriegs
- Paul Maximilian von Roux (1804–1884), königlich preußischer Generalmajor
- Paul Le Roux (Geistlicher) (1907/08–1944), belgischer römisch-katholischer Geistlicher
- Paul Le Roux (Programmierer) (* 1972), simbabwischer Informatiker und Krimineller
- Philibert Joseph Roux (1780–1854), französischer Mediziner und Chirurg
- Philippe Roux (* 1952), schweizerischer Skirennläufer und Autorennfahrer
- Pierre Paul Émile Roux (1853–1933), französischer Mediziner und Bakteriologe, siehe Émile Roux

### R
- René Roux (* 1966), französischer Kirchenhistoriker
- Rolande Roux-Estève (1921–2009), französische Herpetologin

### S
- Sandrine Roux (* 1966), französische Fußballspielerin
- Storm Roux (* 1993), neuseeländisch Fußballspieler
- Sylvain Roux (* 1975), französischer Philosoph und Philosophiehistoriker

### T
- Tifany Roux (* 1997), französische Skirennläuferin
- Tonie Roux (* 1947), südafrikanischer Rugby-Union-Spieler

### W
- Wilhelm Roux (1850–1924), deutscher Anatom, Embryologe und Hochschullehrer; Sohn von Friedrich August Wilhelm Ludwig Roux (1817–1897)
- Willie le Roux (* 1989), südafrikanischer Rugby-Union-Spieler

### X
- Xavier de Roux (* 1940), französischer Politiker